# Kepler-1638 b
Kepler-1638 b, precedentemente noto con la designazione KOI-5856.01, è un pianeta extrasolare che orbita attorno a Kepler-1638, una stella simile al Sole per massa, temperatura, età e metallicità. È situato nella costellazione del Cigno e dista circa 2900 anni luce dal sistema solare. La conferma della scoperta, avvenuta con il metodo del transito tramite il telescopio spaziale Kepler, si è avuta nel maggio 2016. Al 2022, è il pianeta potenzialmente abitabile più distante che sia stato scoperto.

## Caratteristiche
Il pianeta orbita attorno a una nana gialla simile al Sole in 259 giorni, e con un raggio, 1,87 volte quello terrestre è probabilmente classificabile come super Terra, nonostante non sia nota con precisione la sua massa. Riceve il 39% in più della radiazione totale che riceve la Terra dal Sole, e dovrebbe trovarsi all'interno della zona abitabile, seppure nei pressi del suo limite interno.